# Chute de l'empire assyrien
Sauf précision contraire, les dates de cet article sont sous-entendues « avant l'ère commune » (AEC), c'est-à-dire « avant Jésus-Christ ».
La chute de l'empire assyrien se déroule en 626 et 609 av. J.-C. Elle démarre par une guerre civile qui s'étend à un conflit en Babylonie, puis la destruction de l'Assyrie est menée son terme par une coalition des Babyloniens et des Mèdes qui détruit les capitales assyriennes entre 614 et 612 av. J.-C. puis achève les dernières poches de résistance assyriennes. 
Cette période marque la fin du premier empire « universel » qui dominait le Moyen-Orient depuis près de trois siècles. Après une période de quelques années durant lesquelles Babyloniens et Égyptiens se disputent la domination du Levant, c'est Babylone qui reprend l'essentiel des territoires assyriens.

### L'Assyrie, un empire affaibli

Extension de l'empire assyrien sous les Sargonides. Les territoires en orange correspondent aux provinces à l'époque d'Assarhaddon. Les territoires inclus dans les espaces en pointillés sont ceux qui ont eu un statut de vassal de l'Assyrie sous les Sargonides.

## Les phases du conflit
Les dernières années du règne d'Assurbanipal et les années de l'effondrement de l'empire assyrien sont très mal documentées. Les inscriptions royales assyriennes se font rares et ne documentent plus les événements militaires, alors que les rois Babyloniens ne se sont apparemment pas attardés à décrire les circonstances de leur victoire. Quelques chroniques historiques babyloniennes retracent année par année les événements militaires, mais elles sont fragmentaires et offrent peu de certitudes sur les années précédant 616. Les documents administratifs d'Assyrie et surtout de Babylonie fournissent quelques éléments de chronologie. Il est donc impossible de reconstituer précisément les événements ayant conduit à la chute de l'empire assyrien, et seul le déroulement des dernières campagnes (616-609) est à peu près connu dans les grandes lignes.

### Troubles successoraux en Assyrie (630-626)
L'année même de la mort d'Assurbanipal n'est pas déterminée avec certitude : en 631 ou 630, voire 627. Il semble s'être retiré à Harran et avoir laissé les rênes du pouvoir à son héritier désigné, Assur-etil-ilani, assisté du chef des eunuques, Sin-shumu-lishir. La montée sur le trône du prince, sans doute assez jeune, semble se faire dans un climat très troublé, grâce à l'appui du chef des eunuques, qui pourrait alors avoir exercé de facto le pouvoir. Une révolte a tenté sans succès de renverser le nouveau roi. Quelques traces de l'activité pieuse d'Assur-etil-ilani sont documentées en Babylonie, mais on ne sait si elles datent de son règne effectif ou de celui de son père. Il meurt dès 627, peut-être assassiné par Sîn-shum-lishir. La situation qui s'installe alors est confuse et les sources ne permettent pas de les tirer au clair. Selon ce qui ressort des sources, durant l'année 626 Sîn-shum-lishir est reconnu comme roi pendant quelques mois dans certaines parties de la Babylonie (Babylone et Nippur). Néanmoins un autre fils d'Assurbanipal, Sîn-shar-ishkun, prend le devant de la scène pour assurer la continuité de la dynastie assyrienne. Ils s'affrontent en Babylonie, Sîn-shumu-lishir étant rapidement éliminé par son adversaire ou bien par l'insurgé babylonien Nabopolassar,,.

### La guerre en Babylonie (626-620)
C'est en effet en Babylonie que le sort de l'Assyrie bascule en 627-626. Le vice-roi Kandalanu meurt en 627, et n'est apparemment pas remplacé dans l'immédiat. Un babylonien du nom de Nabopolassar, qui semble issu d'une famille de notables d'Uruk, profite de la confusion qui règne à ce moment-là au sommet de l'empire pour avancer sur le devant de la scène. Faute de source claire, la reconstitution des événements est imprécise. Peut-être que le Babylonien s'allie avec Sîn-shar-ishkun contre Sin-shumu-lishir, précipitant la fin de ce dernier. Celui-ci essuie un premier échec contre Nabopolassar, puis un second contre Sin-shar-ishkun, qui tient la cité de Nippur. Ce deuxième revers devait lui être fatal : réfugié à Kutha, il est capturé et mis à mort par les Babyloniens. Plutôt que de ce rallier au roi assyrien, Nabopolassar se fait proclamer roi de Babylone en novembre 626,.
La Babylonie connaît alors la guerre pendant les six années qui suivent. La Chronique de Nabopolassar permet de suivre le début du conflit (626-623), marqué par diverses batailles et une issue imprécise. En 623 Sin-shar-ishkun prend Nippur qui devient le quartier général de ses troupes en Babylonie. Nabopolassar perd pied à Uruk, qui reconnaît à partir de 623 l'autorité de Sin-shar-ishkun. Mais il réussit à s'implanter dans le nord de la Babylonie, à Babylone et dans son voisinage (Borsippa, Dilbat, Kish, Kutha). Sin-shar-ishkun échoue à prendre le dessus, et perd progressivement l'avantage. Sans que le fil des événements puisse être reconstitué, il est clair qu'en 620 il a perdu Uruk puis Nippur et doit rentrer en Assyrie,
Le conflit est manifestement marqué par des affrontements âpres et des épisodes de violence. Une lettre d'Uruk rapporte ainsi comme le tombeau du père de Nabopolassar est profané par le parti pro-assyrien local, son corps sorti pour être brûlé, alors que les partisans de Nabopolassar, dont un de ses frères, sont chassés de la ville. Un groupe de neuf textes provenant de Nippur témoigne des cruelles réalités de cette période de conflits et de famines, des contrats de vente d'enfants par des parents dans l'incapacité de les nourrir, à une personne qui a de quoi les faire vivre :

« Nergal-ahu-usur, fils d'Iqîsha, a dit à Ninurta-uballit, fils de Bel-usat, ce qui suit : « Prends ma petite enfant Sullea-tashme et garde (la) vivante, elle sera ta petite enfant ! Donne-moi six sicles (d'argent) afin que je puisse donner ... et que je puisse manger. » Alors Ninurta-uballit [accepta son offre] et pesa (l'argent) et lui donna en un seul [paiement ?] six sicles d'argent. Nergal-ahu-usur se porte garant contre tout vindicateur ou contestataire au sujet de la petite enfant. Nippur, 10e jour du mois de Dumuzi, 3e année du règne de Sîn-shar-ishkun, roi d'Assyrie. »

### Le recul assyrien et l'alliance médo-babylonienne (620-614)

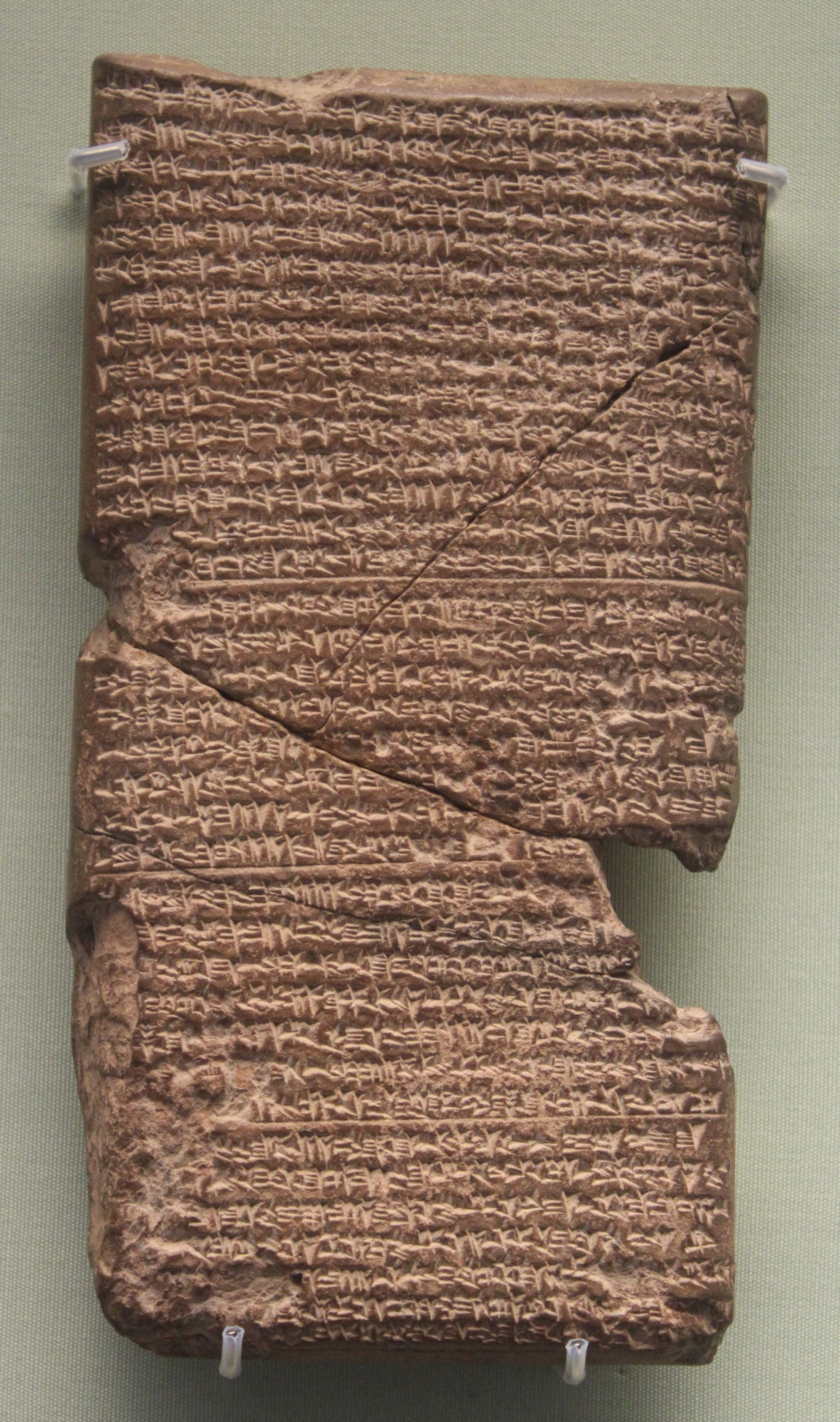
Tablette de la chronique babylonienne rapportant la chute de l'empire néo-assyrien (années 616/615 à 608/607). British Museum.

Faute de sources, on ne sait pas ce qu'il se passe entre 620 et 616. La Chronique de la chute de Ninive permet de connaître le déroulement des affrontements qui conduisent à la chute de l'empire assyrien, en 616 et 609. Les premières années voient les Assyriens perdre peu à peu du terrain jusqu'à devoir combattre dans leur propre pays. En 616 les troupes babyloniennes sont sur le Moyen Euphrate, où elle battent leurs adversaires près de Balihu. Le roi assyrien a alors reçu un appui des Mannéens et des Égyptiens, mais cela ne suffit manifestement pas à faire pencher la balance de son côté. Puis le conflit se déplace le long du Tigre, qui ouvre sur l'Assyrie. En 616 les Babyloniens infligent une défaite aux Assyriens à proximité de la ville d'Arrapha, saute. L'année suivante la ville d'Assur, la plus méridionale des capitales assyriennes, est assiégée. Mais une contre-attaque assyrienne parvient à chasser les Babyloniens vers le sud jusqu'à Tikrit. Ils sont néanmoins vaincus par les Babyloniens sous les murs de cette ville. C'est à ce moment qu'interviennent les Mèdes, dirigés par le roi Cyaxare : ils lancent un premier raid contre Arrapha, la chronique étant alors brisée ce qui empêche de connaître le sort exact de la ville. Elle pourrait être tombée la ville, en tout cas les portes de l'Assyrie sont ouvertes pour les Mèdes. L'année suivante ils conduisent raid dévastateur au cœur du pays assyrien : ils prennent Tarbisu, située près de Ninive, puis font route vers le sud en direction d'Assur, qui est détruite et pillée. En prenant le sanctuaire du dieu Assur, ils portent probablement un coup dévastateur au moral assyrien. Ils sont alors rejoints par Nabopolassar et ses troupes. Une alliance est conclue entre les deux rois, afin de détruire l'empire assyrien. L'année suivante néanmoins les armées babyloniennes sont sur le Moyen Euphrate, pour soumettre une révolte du pays de Suhu, qui est soumis. Le roi d'Assyrie a encore les moyens de s'avancer avec des troupes vers les Babyloniens, qui se retirent dans leur pays,,.

### La chute de Ninive (612)
Le coup fatal est porté deux ans plus tard par les armées mèdes et babyloniennes réunies : Kalkhu et Ninive sont assiégées, prises et détruites. Sîn-shar-iskun est probablement tué lors de la prise de la seconde,,,.

« La [14e année (612)], le roi d'Akkad (Babylone) rassembla ses troupes [et marcha sur l'Assyrie]. Le rois des Umman-manda (Mèdes) [se rendit] en présence du roi d'Akkad [et le roi d'Akkad et Cyaxare (le roi des Mèdes)] se rencontrèrent à [...]u. Le roi d'Akkad et son armée [traversèrent le Tigre, Cy]axare fit traverser le [Rad]anu et ils firent mouvement le long de la rive du Tigre ; au [mois de Siwan, le ...e jour, ils dressèrent le camp] devant Ninive. Du mois de Siwan au mois d'Ab, pendant 3 mois, [ils (?) ... (et)] ils livrèrent une rude bataille à la ville. Au mois d'Ab, [le ...e jour], ils infligèrent une écrasante [défaite] à un [gr]rand [peuple]. À ce moment mourut Sîn-shar-ishkun, le roi d'Assy[rie .. (?)..]. Ils prirent un important butin dans la ville et dans le temple et [réduisirent] la ville en un monceau de dé[combres]. »

— Extrait d'une chronique babylonienne rapportant la chute de Ninive.
Les fouilles de certaines portes de Ninive ont apporté des éléments nouveaux sur le déroulement du siège. Elles témoignent de la préparation des Ninivites au siège, puisque leurs entrées sont rétrécies et que des tours de défense sont sans doute ajoutées à un endroit. Seule la porte d'Adad, au nord, et celle de Halzi, au sud, portent des traces d'attaque. Dans la seconde, on a retrouvé les cadavres d'une douzaine d'individus morts au cours de l'assaut final. Celle de Shamash, proche de la porte de Halzi, n'a en revanche livré aucune trace de combat. Selon D. Stronach, les assaillants auraient porté leurs attaques sur quelques points stratégiques de l'enceinte, aux extrémités nord et sud le cas échéant, pour profiter de la taille de la ville et obliger ainsi les défenseurs à se disperser. Il suppose également que les zones de la muraille bordant le Khosr ont dû faire l'objet d'assauts. Plusieurs traditions (narrées par Diodore de Sicile et dans le Livre de Nahum) rapportent qu'une inondation se serait alors produite, ce qui pourrait indiquer que la rivière a joué un rôle dans la chute de la ville, même si cela peut aussi relever du topos littéraire (une même tradition existe pour la chute de Babylone en 539).
Une furie destructrice semble alors d'être abattue sur les capitales assyriennes, Kalkhu et Ninive : dans la première, des corps d'hommes exécutés les mains enchaînées ont été mis au jour dans un puits de l'acropole ; dans la seconde, les corps des personnes qui avaient défendu une des portes ont été retrouvés sur place, car ils n'avaient jamais été enlevés. Des statues et représentations de rois assyriens sont détruites ou dégradées. Ce sont donc le désir de revanche, de vengeance, de pillage et de faire disparaître les traces de l'empire assyrien qui transparaissent dans l'attitude des vainqueurs. Une partie de la population des capitales est déportée en Babylonie, car on trouve des traces d'Assyriens dans des tablettes des décennies suivantes provenant de Babylone (y compris à la cour) et de plusieurs autres villes.

### La fin de la résistance assyrienne (611-609)
Après la prise de Ninive, les Mèdes rentrent dans leur pays tandis que Nabopolassar envoie ses troupes plus au nord à Nasibina, puis à Rusapu, d'où elle reviennent à Ninive avec du butin et des captifs. Il revient alors à Babylone pour préparer la campagne de l'année suivante qui doit servir à venir à bout d'autres poches de résistance assyriennes.
Dans les années qui suivent, les restes de l'empire assyrien sont donc traqués et anéantis. Certaines tablettes mises au jour à Ziyaret Tepe, l'ancienne Tushhan, capitale provinciale de la région du Haut Tigre, dateraient de 611, l'année après la chute de Ninive. Elles montrent une administration aux abois, désorganisée, qui n'est pas en mesure de préparer la résistance face aux troupes ennemies qui arrivent, et qui attend sa fin, laquelle survient rapidement.

« Concernant les chevaux, les scribes assyriens et araméens, les commandants de cohorte, les fonctionnaires, les chaudronniers, les forgerons, ceux qui nettoient les outils et le matériel, les charpentiers, les fabricants d'arcs, les fabricants de flèches, les tisserands, les tailleurs et les réparateurs, à qui dois-je m'adresser ? […] Pas un seul d'entre eux n'est là. Comment puis-je commander ? […] Les listes ne sont pas à ma disposition. Selon quoi peuvent-ils les collecter ? Seule la mort en ressortira. Personne [n'en réchappera]. Je suis fini ! »

— Lettre d'un administrateur de Tushhan (Ziyaret Tepe) sur l'impossibilité de répondre à une demande d'équipement militaire face à l'avance des troupes babyloniennes, alors que l'administration assyrienne s'est effondrée après la chute de Ninive (611 av. J.-C.).
La chute de Ninive ne marque pas la fin de la résistance assyrienne, puisqu'un certain Assur-uballit (un membre de la famille royale ?) tente de reprendre le flambeau depuis Harran. Il n'apparaît jamais dans les sources assyriennes en tant que roi mais comme un prince héritier, ce qui semble indiquer qu'il ne pouvait monter sur le trône assyrien tant qu'il n'avait pas été couronné à Assur. Une fois que les Babyloniens ont achevé de soumettre le triangle assyrien, ils se dirigent vers l'ouest en 610, accompagnés par les Mèdes qui reviennent dans la partie pour donner le coup de grâce aux Assyriens. Ils prennent la ville et en chassent Assur-uballit. Celui-ci tente de revenir en 609, avec l'aide de troupes égyptiennes, mais il est définitivement vaincu et disparaît. Cet événement marque la fin de l'empire néo-assyrien,,.
La conquête de la partie occidentale de la Djézireh se repère par la fin de l'occupation des centres provinciaux assyriens, avec dans plusieurs cas des destructions attestées par l'archéologie. Il s'en trouve à Dur-Katlimmu (Tell Sheikh Hamad), où la Maison Rouge est détruite puis reconstruite. Elle a livré quelques tablettes du règne de Nabuchodonosor II qui indiquent une forme de continuité avec l'époque assyrienne. Mais cela fait long feu puisque le site est abandonné peu de temps après. Til Barsip (Tell Ahmar) est déserté après la conquête babylonienne (sans destruction), les peintures murales du palais sont mutilées. Huzirina (Sultantepe) est détruite en 610, les tablettes savantes qui y ont été mises au jour ont été enterrées, sans doute devant l'imminence de l'assaut. Le site est réoccupé directement après, avant d'être abandonné. De son côté Guzana (Tell Halaf) continue à être occupée après la chute de l'empire assyrien et devient un centre provincial babylonien.

## À la recherche d'explications
Le fait qu'en quelques années l'Assyrie passe de la situation qui prévalait durant l'apogée du règne d'Assurbanipal à sa destruction totale a suscité diverses interprétations. Pour P. Garelli, c'était un « scandale historique » ; pour M. Dandamaev, le résultat « d'un concours de circonstances défavorables ».
Deux types de causes sont avancées : des causes internes, un affaiblissement de l'Assyrie, et des causes externes, à savoir la défaite militaire assyriennes face aux Babyloniens et aux Mèdes. Il est généralement supposé que si les Assyriens ont perdu après avoir été invincibles pendant plus de deux siècles, c'est parce que leur pays était en crise et n'a pas été en mesure de soutenir la guerre pour sa survie. En tout état de cause, ce phénomène résulte de la combinaison de plusieurs causes,.
La chute de l'empire résulte de la conjonction de deux problèmes chroniques auxquels il a été confronté à plusieurs reprises. D'abord les luttes de pouvoir au sommet de l’État, en particulier au sein de la famille royale. La guerre entre Assurbanipal et Shamash-shum-ukin autour en 651-649 est vue comme un facteur déterminant de l'affaiblissement de la puissance assyrienne tant elle a été coûteuse en hommes et en ressources matérielles, sans gain territorial. Les luttes pour le pouvoir après la mort d'Assurbanipal ont aggravé la situation. Ce sont autant de crises qui ont probablement affaibli la légitimité du pouvoir royal et provoqué la disparition d'une partie des hommes d’État expérimentés dans les purges qui ont eu lieu,. 
La cause directe est donc la défaite militaire de l'Assyrie : manifestement, la fin du VIIe siècle a été une période catastrophique pour cette région et l'a profondément bouleversée. Un problème récurrent est l'insoumission de la Babylonie et sa capacité à faire face aux armées assyriennes. De la même manière, la Médie et la frontière nord-est de l'empire, pourtant très proche du centre, sont un point de faiblesse de l'empire. 
Du point de vue stratégique, il semblerait que l'Assyrie n'ait pas été préparée à une guerre défensive et n'ait en fin de compte pas été en mesure de faire face à une guerre dans laquelle elle joue sa survie.
Un autre aspect évoqué est l'importance de l'armée dans la domination assyrienne, qui incite à toujours pousser plus loin les conquêtes et capte beaucoup de ressources, qui auraient pu être employées ailleurs. Le fait que l'Assyrie et les régions voisines de la Djézireh connaissent une désurbanisation et un déclin démographique marqués après la conquête, puis deviennent des espaces marginaux dans les empires néo-babylonien et achéménide, semblerait confirmer le fait que ces régions sont déjà très fragilisées à la fin de l'empire assyrien. Cela rejoint les arguments sur l'affaiblissement démographique et économique des populations rurales qui surviendrait dès avant la fin de l'empire, ainsi que le caractère artificiel des capitales constituées grâce aux ressources prises sur les autres régions de l'empire et surdimensionnées par rapport aux capacités réelles du pays assyrien.
Plus récemment une cause climatique a été ajoutée : un assèchement prolongé du climat aurait affaibli les capacités de l'agriculture assyrienne, alors que la population urbaine de la région avait augmenté avec les déportations. Cela aurait joué sur l'instabilité économique et politique de l'Assyrie du VIIe siècle av. J.-C.,.
Plus généralement, l'ampleur de l'effondrement reflète la grande dépendance de la société, de l'économie et de la culture vis-à-vis de l'État et de son administration, ce qui explique par exemple pourquoi les temples n'ont pas été en mesure de jouer le rôle de continuateurs de la culture assyrienne. Cette absence de continuité est aussi est en grande partie liée au fait que les Babyloniens et les Mèdes ont essentiellement eu un rôle de destructeurs et ont manifestement ciblé ce qui représentait l'idéologie du pouvoir assyrien, y compris son élite intellectuelle, de façon à ne laisser aucune possibilité de reconstitution, et ne se sont jamais préoccupés remettre en valeur ce qu'ils avaient dévasté. De ce fait, même si quelques éléments de continuité administrative et religieuse se repèrent localement, il n'est pas excessif de considérer que c'est la civilisation assyrienne qui disparaît avec son État.

## Recompositions après la chute de l'empire assyrien
La chute de l'empire assyrien entraîne la confrontation entre les deux puissances en mesure de reprendre son héritage au Levant : Babylone et l’Égypte. Nabopolassar, probablement âgé, laisse son fils Nabuchodonosor diriger les armées, ce qu'il fait avec succès : les armées babyloniennes s'emparent de Kimuhu (Samsat) en 606, puis en 605 elles mettent en déroute les Égyptiens à Karkemish puis à Hamath. Elles prennent alors le contrôle du Levant, ce qui consolide l'empire « néo-babylonien » qui devient le successeur de l'empire néo-assyrien,. 
De leur côté les Mèdes ne tentent manifestement pas d'établir une domination de type impérial, ou alors ils dirigent plutôt leurs appétits vers l'Anatolie où ils croisent le fer avec les Lydiens.
L'Assyrie « post-impériale », une fois passées les destructions, pillages et déportations, donne quant à elle l'impression d'un vide. Très peu de sources littéraires la documentent. La plupart des sites semblent désertés, à l'écart des grands réseaux de communication, les campagnes bien moins exploitées qu'avant. Seuls les grands sites fortifiés ayant laissé des traces d'occupations, et encore assez limitées en dehors d'Assur. Il est possible que les Babyloniens aient délibérément laissé la région dans cet état de manière qu'il n'y ait pas de reprise et de nouvelle menace pour eux. En tout cas les empires qui succèdent à l'Assyrie ne se préoccupent pas vraiment de la région. Il reste assez difficile d'estimer l'ampleur des changements, car les sources sont ténues et difficiles à exploiter. Mais tout semble confirmer un « effondrement »,.

## Le retentissement et la mémoire de l'événement
La chute de l'empire assyrien est un événement qui a eu un impact considérable dans le Moyen-Orient, dominé par cette puissance depuis le IXe siècle av. J.-C. La rapidité avec laquelle cet empire s'est effondré a sans doute marqué les esprits. Les témoins voient l'événement sous un jour favorable, en raison de la brutalité de la domination assyrienne. 
Bien que la défaite de l'Assyrie soit l'événement fondateur de l'empire néo-babylonien, les rois de cette dynastie, peu prolixes lorsqu'il s'agit de décrire leurs victoires militaires, n'ont quasiment pas relaté l'événement. Seul Nabopolassar l'évoque dans quelques-unes de ses inscriptions, sans s’appesantir sur la description des faits, mais plutôt pour en faire une sorte de mythe fondateur rappelant qu'il devait à l'appui divin la victoire face à cette puissance qui opprimait la Babylonie depuis longtemps :

« Shazu (autre nom de Marduk), le seigneur qui connaît le cœur des dieux du ciel et du monde souterrain, qui observe régulièrement le comportement intelligent (?) des gens, perçu mes intentions et me plaça, moi, l'insignifiant qui n'a même pas été remarqué parmi le peuple, à la position la plus élevée du pays dans lequel je suis né. Il m'appela à la seigneurie de la terre et des hommes. Il fit marcher à mes côtés une divinité personnelle favorable et il (me) permit de réussir tout ce que j'entrepris. Nergal, le plus fort des dieux, marchait à mes côtés ; il tua mon ennemi, il vainquit mon adversaire ; l'Assyrien, qui depuis des jours lointains avait gouverné le peuple tout entier et avait opprimé le peuple du pays avec son joug pesant, moi, le faible, l'impuissant, celui qui cherche sans cesse le seigneur des seigneurs avec la grande force de mes seigneurs Nabû et Marduk, je les chassai d'Akkad et je leur fis (aux Babyloniens) rejeter leur joug (des Assyriens). »

— Évocation de la victoire contre l'Assyrie dans une inscription de Nabopolassar.
La tradition babylonienne se remémore surtout Nabopolassar pour sa victoire contre l'Assyrie. Par exemple, deux lettres apocryphes connues par des copies d'époque hellénistique rapportent ainsi sa correspondance avec son adversaire Sin-shar-ishkun, qui passe pour un personnage sans envergure, près à se soumettre au roi babylonien, qui apparaît quant à lui comme un chef militaire actif, investi de la mission de venger la Babylonie des avanies que lui a fait subir l'Assyrie depuis plusieurs siècles. 
La chute de Ninive et de l'Assyrie est un événement a eu un grand retentissement dans le Proche-Orient, en mettant fin à la puissance qui le dominait depuis longtemps et qui passait jusqu'alors pour invincible. Cela ressort en particulier des sources bibliques. Le Livre de Nahum célèbre la fin de la puissance honnie, rappelant ses méfaits et le fait que personne ne la pleurera. Des propos similaires apparaissent dans le Livre de Sophonie.